# Малерб, Анри
Анри Эмиль Эрман Малерб (фр. Henri Émile Hermand Malherbe; 4 февраля 1887, Бухарест — 7 марта 1958, XVII округ Парижа, Париж) — французский писатель, лауреат Гонкуровской премии в 1917 году.

## Биография
Анри Малерб родился в Бухаресте 4 февраля 1887 года. Живя в Париже, он писал для Le Temps и Excelsior, а также для La Revue des vivants, где был содиректором (вместе с Анри де Жувенелем).
Малерб участвовал в Первой мировой войне. В 1919 году он стал одним из основателей и первым президентом Ассоциации боевых писателей. В 1953 году ассоциация учредила в его честь Премию Анри Малерба за лучшее эссе.
В 1917 году выиграл Гонкуровскую премию за роман La flamme au poing (с фр. — «Пламя в кулаке»).
С апреля 1953 года — командор ордена Почётного легиона. Умер в Париже в 1958 году в возрасте 72 лет.